# Düsseldorfer Zeitung

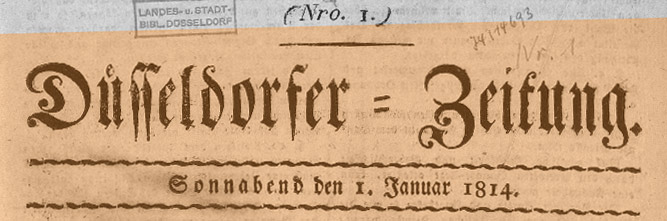
Die erste regelmäßige Ausgabe der Düsseldorfer Zeitung vom 1. Januar 1814

Die Düsseldorfer Zeitung: politisches Unterhaltungs- und Anzeigeblatt war eine von 1814 bis 1926 in Düsseldorf erscheinende politische Tageszeitung.
Die vier Seiten umfassende Ausgabe vom 1. Januar 1814 gab die „Verordnung zur Bildung des Bergischen Landsturms“ wieder. Im 181. Jahrgang, am 7. Mai 1926, stellte die Düsseldorfer Zeitung ihr Erscheinen ein. Die letzte Ausgabe umfasste acht Seiten. Auf der Titelseite wurden als Grund die Wirtschaftskrise und die „zerklüfteten Parteiverhältnisse“ genannt und als Nachfolger der Düsseldorfer Stadtanzeiger angekündigt.

## Geschichte

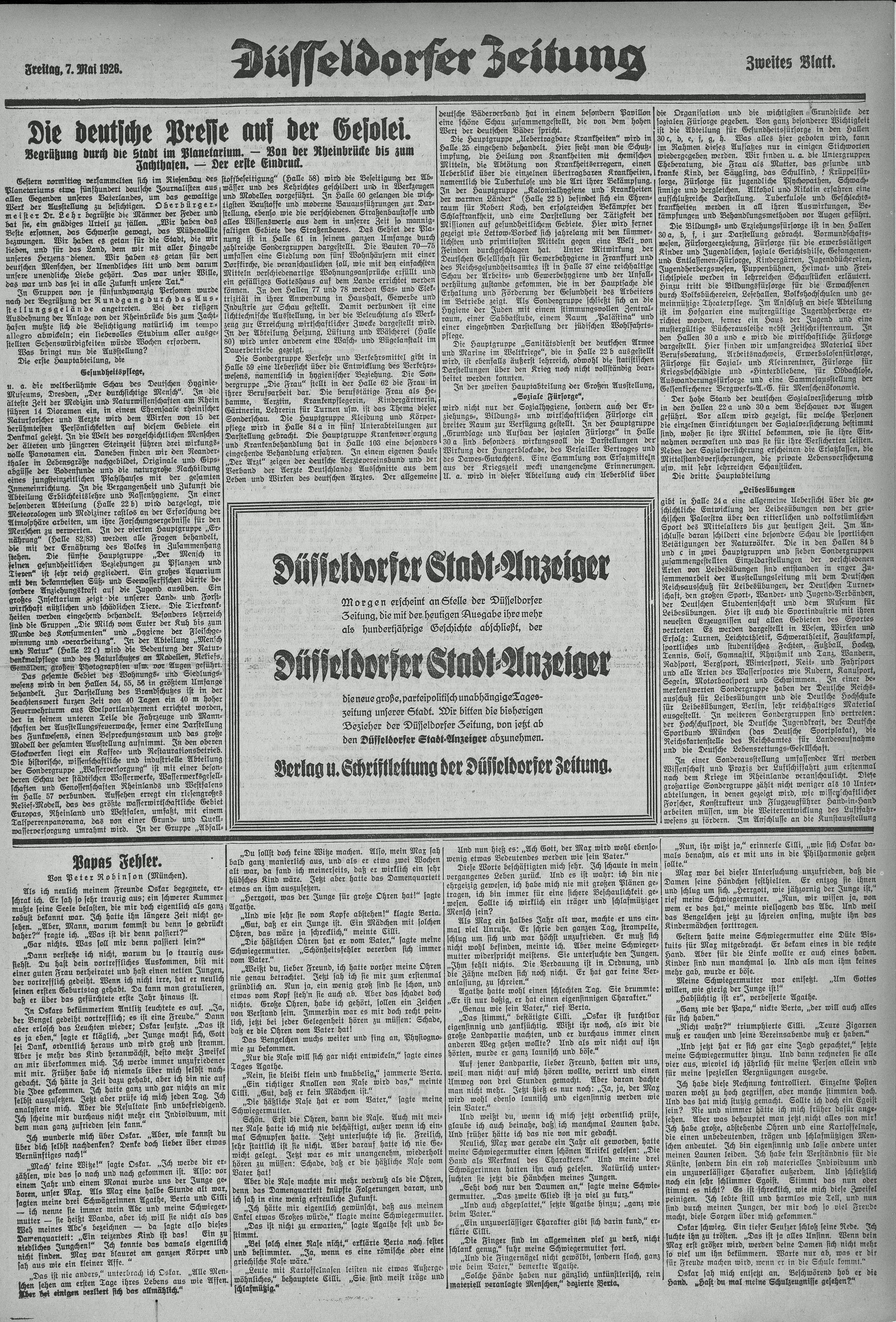
Letzte Ausgabe der Düsseldorfer Zeitung vom 7. Mai 1926

### Die Stahl-Dynastie

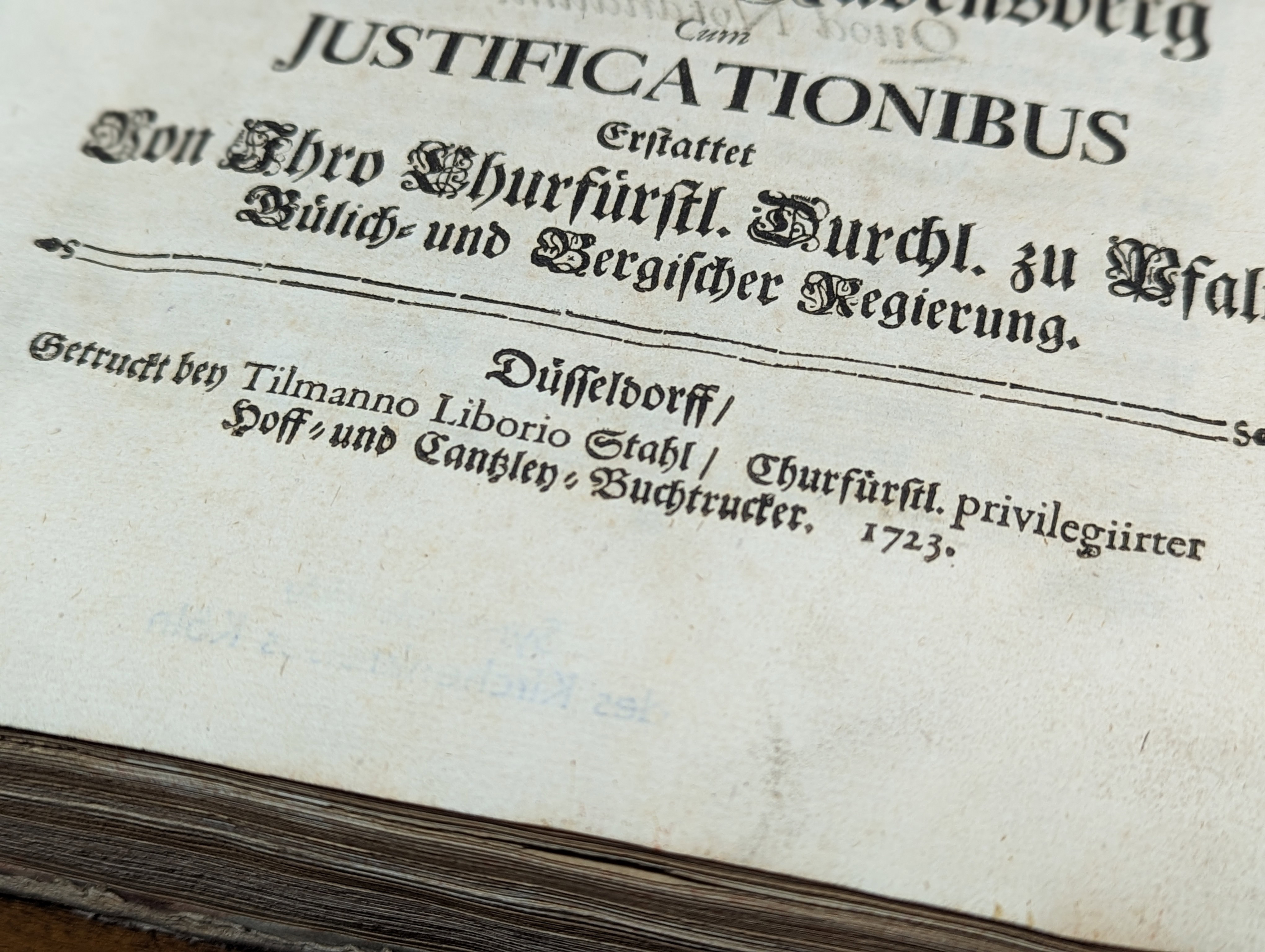
Tilmann Liborius Stahl als Drucker eines Beschwerdebuchs von 1723

Das frühe Düsseldorfer Zeitungswesen ist eng mit dem Hofdrucker Tilmann Liborius Stahl und seinen Nachfolgern verbunden. Er hatte unter dem Kurfürsten Jan Wellem ab 1712 die Stadt-Düsseldorff Post-Zeitung herausgegeben. Die Lizenzen für Zeitungsmacher liefen damals über einen Zeitraum von 24 Jahren. Viele Blätter überlebten nicht so lange. So erschien unter französischer Herrschaft die Gazette interéssante nur von 1772 bis 1774. Wichtige Persönlichkeiten im Düsseldorfer Zeitungswesen waren der Steuerkanzellist Zehnpfenning, der Hofkammerrat Karl Stahl und Johann Gottfried Bögemann. Bögemann brachte 1808 die erste Zeitung in Düsseldorf heraus, die nicht nur aus Anzeigen und Bekanntmachungen bestand, sondern einen politischen Charakter hatte: Das Echo der Berge. Es war Bögemann, der mit seinem Redakteur Nivard Krämer am Neujahrstag 1814 die Düsseldorfer Zeitung ins Leben rief.

### Unter preußischem Einfluss
Mit den Niederlagen von Napoleon 1813 gingen die Machtverhältnisse an Preußen über und führten zu einer Aufbruchstimmung bei den Düsseldorfer Druckereien. Zu den kurzlebigen Zeitungen gehörten der Rheinische Beobachter, der Düsseldorfer Erzähler, Wahrheit und Dichtung, Monatsrosen und andere. Bis 1827 hielten nur zwei Zeitungen durch, nämlich der Niederrheinische Beobachter und die Düsseldorfer Zeitung – beide in der Hand der Dynastie der Familie Stahl, mit den Druckereien in der Grabenstraße 1156 D und 1070 (resp.). Im Dezember 1827 fusionierten die konkurrierenden Blätter zur Düsseldorfer Zeitung. Lorenz Stahl (Sohn von Karl Stahl, damals wegen schweren Betrugs in Haft) wurde verantwortlicher Redakteur; Franziska Stahl und Lorenz Lensch (Cousin von Lorenz Stahl, Neffe von Franziska Stahl) zeichneten als Verleger.
Lorenz Stahl und Lorenz Lensch stellten die Düsseldorfer Zeitung modern auf. So sorgten sie 1830 dafür, dass Kuriere den Berliner Staatsanzeiger aus Elberfeld besorgten; Elberfeld war die Endstation des Postwagens aus Berlin. Damit konnte die Düsseldorfer Zeitung aktuell über den Novemberaufstand in Polen berichten. Im selben Jahr stellte der Verlag die Schnellpresse auf. Lensch starb 1839. Sein Nachfolger wurde der jüdische Armenarzt und Theaterkritiker Salomon Heinemann.

### Die Revolutionszeit 1848/49

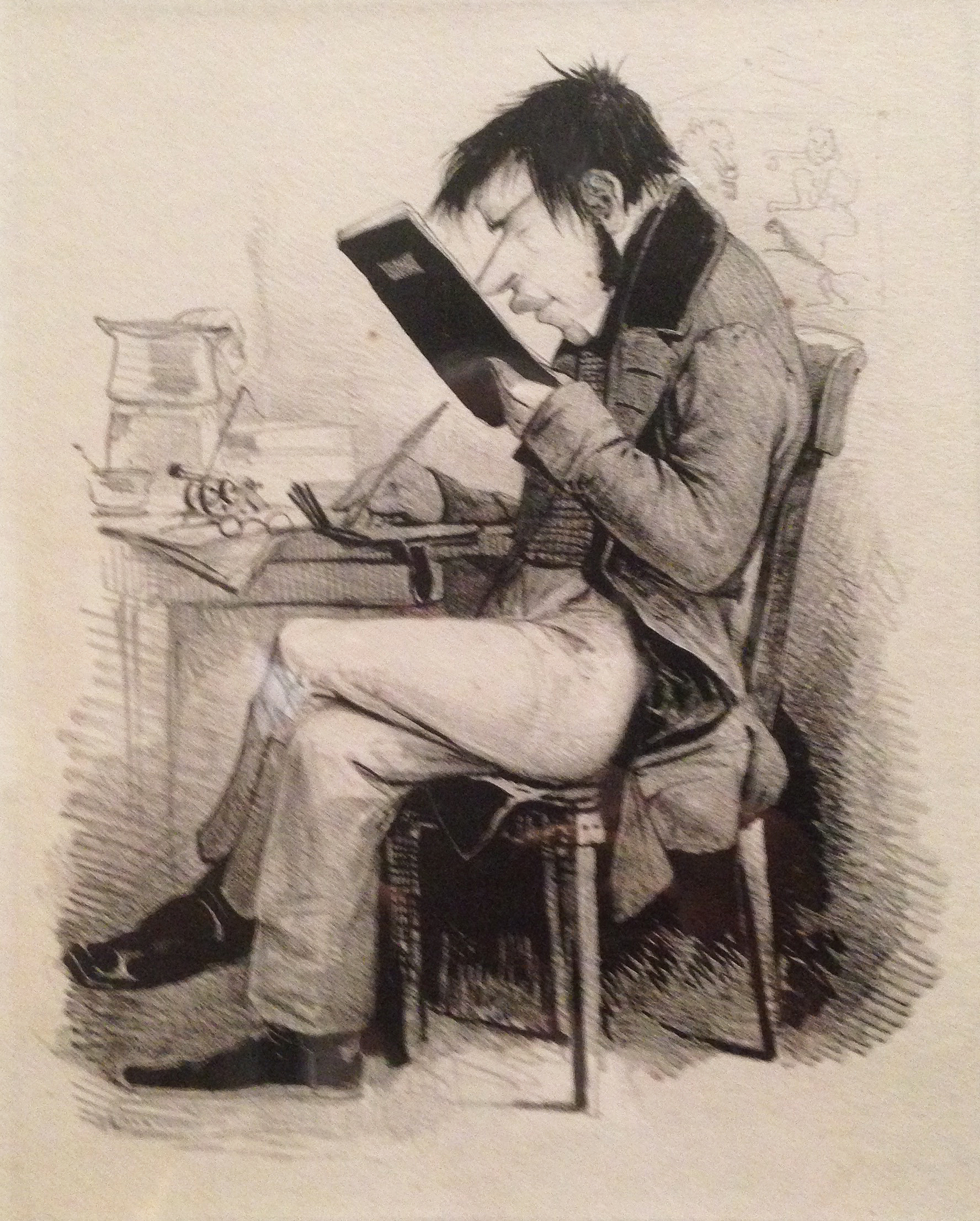
Dr. Heinemann, Karikatur von Andreas Achenbach, 1849

Die Zeitung galt für die Regierung als „bescheidenes Blatt, ohne besonderen Einfluß“. Das änderte sich 1843, als der preußische Innenminister von Arnim feststellte, dass die Düsseldorfer Zeitung „sehr gefährlich, demokratisch und von oppositioneller Haltung“ war und einen „sehr gefährlichen Charakter“ zeige. 1845 erschien das Blatt in einem größeren Format. Nach den Revolutionen 1848/49 nahm das Blatt immer stärker katholische Positionen ein, druckte Hirtenbriefe und griff die protestantisch ausgerichtete Elberfelder Zeitung und den Kölner Beobachter an. 1852 rückte die Zeitung näher an die Regierung, druckte amtliche Anzeigen ab und übergab Dr. Metzel, einem Beamten der Central-Preßstelle, die Aufsicht über die Redaktion. Salomon Heinemann wurde freigestellt. Als verantwortlicher Redakteur wurde von Berlin H. Boegekamp eingesetzt. Ihm folgten in relativ schnellem Wechsel die Herren Adalbert, Czarnowsky, Runkel.

### Heinrich Droste
1862 stellte die Düsseldorfer Zeitung einen eigenen Korrespondenten in London ein. Der Schriftsteller Paul Lindau begann, für die Redaktion zu arbeiten und wurde 1864/65 ihr Leiter. Wegen eines Rechtsstreits mit der Zuchtpolizei wurde er einer Geldstrafe verurteilt. Ihm folgte J. Dresemann, 1871 L. Enders, 1873 Adolph Kohut, 1878 Otto Piper. In diesem Jahr starb Lorenz Stahl. 1879 wurde Carl von Perfall Redaktionsleiter, Verlagsleiter war bis 1891 Philipp Gehly, danach Eduard Lintz. 1904 wurde der Verlag eine Aktiengesellschaft. 1919 übernahm der Essener Verleger und Redakteur Heinrich Droste die Düsseldorfer Zeitung. Droste löste die Mittagsausgabe der Zeitung heraus und bewarb diese als „Der Mittag! Illustrierte Tageszeitung für Sport, Verkehr, Politik und Kunst“. Drostes Industrie-Verlag zog 1926 in einen als Pressehaus eingerichteten Neubau am Martin-Luther-Platz ein. Die Düsseldorfer Zeitung ging in den Düsseldorfer Stadtanzeiger über, der mit der Machtübernahme der Nationalsozialisten in der NS-Zeitung Volksparole aufging.

## Textbeispiele
Die erste Seite der Ausgabe vom 27. Januar 1817:

„Seit längerer Zeit haben einige Süddeutsche Zeitungen mancherley Nachrichten über Nordische Reiche geliefert, worin Vieles von Unruhen, Gährungen, von Umtrieben, großen Deputationen, von geheimen Verbindungen und dergleichen enthalten ist. Wir sind zu der Erklärung authorisirt, den Werth jener Angaben dadurch zu erkennen zu geben, daß sich keine einzige derselben bestätigt.“

In der Ausgabe vom 24. Mai 1845 nimmt die Berichterstattung aus England fast eine ganze Seite ein. Die dortige Gesellschaft für Abschaffung der Sklaverei hielt ihre sechste Jahresversammlung ab und erklärte, ...

„daß die jährliche Ausfuhr von Sclaven an den Küsten Afrikas nach den spanischen Kolonien, Brasilien, der Türkei, nach Egypten, Persien, Arabien und nach Indien die Zahl von 400.000 übersteigt.“

Übernahme eines Berichts vom 16. März 1848 aus der Magdeburger Zeitung:
„Während ein Theil des Haufens in einer Predigerwohnung am Ulrichskirchhofe die Fenster einwarf, zog ein anderer, eigentlich wenig zahlreicher Theil nach dem Neuenmarkte, und warf unter wüstem Geschrei in zwei Königlichen, vom Consistorial-Präsidenten und vom Polizei-Director bewohnten Gebäuden Fenster ein. Ein Theil der inzwischen erschienenen Truppen, eine Compagnie des 24. Regiments, bewahrte eine musterhafte, ruhige und besonnene Haltung, und es hatte den Anschein, daß wenigstens von jetzt an die Ruhe nach und nach würde wiederhergestellt werden können. Leider ereignete sich jetzt ein Vorfall, der die Aufregung von Neuem auf die bedenklichste Weise steigerte und bis auf heute fortpflanzte. Einige Artilleristen, durch Steinwürfe und dadurch herbeigeführte Verwundungen gereizt, drangen, wie versichert wird, ohne dazu befehligt zu seyn, mit der blanken Waffe auf den Haufen ein, der sich, außerdem durch die anreitende Eskadron des 10. Husaren-Regiments aus einander getrieben, in wilder Flucht nach allen Seiten durch die vom Neuenmarkte abführenden Straßen ergoß, und hier an vielen Orten Gewaltthätigkeiten an Läden, Thüren und Fenstern verübte.“
Am Ende des Ersten Weltkriegs, in der Ausgabe vom 11. November 1918, zählte die erste Spalte der Titelseite die Liste der Waffenstillstandsbedingungen der Alliierten auf. Zwei Tage später füllte „Der Wortlaut der Waffenstillstandsbedingungen“ die komplette erste und zweite Seite – und damit die komplette Ausgabe.